# Festival dos Festivais
O Festival dos Festivais foi um dos eventos comemorativos dos 20 anos da Rede Globo de Televisão, no ano de 1985. Foi um evento de grande magnitude no cenário musical, no qual cerca de 12 mil compositores se inscreveram para competir pelo prestigioso prêmio em dinheiro, que reconheceria as melhores músicas, arranjos, letras, intérpretes e revelações.
O objetivo do evento era o lançamento de novos cantores e compositores brasileiros, nesse contexto, surgiram nomes que se tornaram relevantes na música nacional, tais como: Oswaldo Montenegro e Leila Pinheiro, que foi contemplada com o Prêmio Revelação do festival.
Na época, a TV Globo era um dos principais canais de comunicação do Brasil, e exibiu toda a grandiosidade do evento. Entre os dias 28 de abril e 27 de julho de 1985, os telespectadores tiveram a oportunidade de acompanhar uma série de seis documentários mensais, que proporcionaram uma visão abrangente dos festivais de Música Popular Brasileira realizados desde 1965 até aquele ano. Essa série de documentários foi dirigida por Nilton Travesso, renomado profissional da área audiovisual. A mente criativa por trás dos roteiros foi Ricardo de Almeida. Cada documentário explorou um tema específico, proporcionando uma imersão completa na evolução e nas transformações da música brasileira.
As músicas escolhidas para a grande final no Ginásio do Maracanãzinho em 26 de outubro daquele ano foram: "Mira Ira (Nação Mel)", interpretada por Lula Barbosa, Tarancón e Placa Luminosa; "Verde", interpretada por Leila Pinheiro; "Escrito Nas Estrelas", interpretada por Tetê Espíndola; "Caribe, Calibre, Amor", interpretada por Jorge Portugal, Roberto Mendes, Edinho Santa Cruz e Banda; "Novos Rumos", interpretada por Cida Moreira; Os Metaleiros Também Amam, interpretada pela banda Língua de Trapo; "O Dono Da Terra", interpretada por Os Abelhudos; "Condor" interpretada por Oswaldo Montenegro; "Elis, Elis", interpretada por Emílio Santiago; "Tempo Certo" interpretada por Casinha da Roça; "Vamp Neguinha", interpretada pelo grupo Zipertensão; "A Última Voz Do Brasil" interpretada pela banda Joelho de Porco.
A direção do programa foi de Roberto Talma, a produção de Vitor Paranhos e a organização e produção musical de Solano Ribeiro. Foram feitas nove etapas eliminatórias antes da etapa final. A apresentação foi feita pelo jornalista Nelson Motta e a repórter Glória Maria fazia as entrevistas durante os intervalos das apresentações.
A vencedora foi a música "Escrito nas Estrelas" interpretada pela cantora Tetê Espíndola. Mira Ira (Nação Mel) ficou em segundo lugar e Verde em terceiro. Mira Ira (Nação Mel) ainda levou o prêmio de melhor arranjo. O prêmio de melhor letra foi para A Última Voz Do Brasil, de Próspero Albanese, Armando Ferrante, Tico Terpins e Zé Rodrix. Emílio Santiago ganhou o prêmio de melhor intérprete e Leila Pinheiro o de revelação.
Assim, o festival se consolidou como um marco na história da música brasileira, revelando talentos, promovendo a diversidade musical e celebrando a riqueza cultural do país.
Mesmo com o êxito entre os telespectadores brasileiros, a TV Globo só traria em sua programação um novo festival no ano 2000.

## Histórico

### Semifinalistas
1ª Semifinal - 12/10/1985 - Maracanãzinho
- "O Dono Da Terra": Os Abelhudos
- "Elis, Elis": Emílio Santiago
- "Vulcão Feminino" (Magali Mussi)
- "Vidraça" (Rosana)
- "Verdejar" (Grupo Zona Azul)
- "Caribe, Calibre, Amor": Jorge Portugal, Roberto Mendes e Edinho Santa Cruz
- "Esse Gaitero" (Grupo Canto Livre)
- "Minha Aldeia" (Sergio Couto)
- "A Última Voz Do Brasil": Joelho de Porco
- "Os Metaleiros Também Amam": Língua de Trapo
- "Condor": Oswaldo Montenegro

2ª Semifinal - 19/10/1985 - Maracanãzinho
- "Novos Rumos" (Cida Moreira e Quinteto A Fina flor)
- "Rastros e Riscos" (Fernando Gama)
- "Alienado Alienigena" (Accioly Neto)
- "O que me doi é ver a gente mesma" (José Alexandre)
- "Recriando a Criação" (Martinho da Vila e Filhos)
- "Não Negai" (Luís Vagner)
- "Escrito Nas Estrelas": Tetê Espíndola
- Mira Ira (Nação Mel): Lula Barbosa, Taracón e Placa Luminosa
- "Tempo Certo" (Casinha da Roça)
- "Verde": Leila Pinheiro
- "Vamp Neguinha" (Grupos Zipertensão e Panapaná)

### Finalistas
26/10/1985 - Maracanãzinho
- "Mira Ira (Nação Mel)": Lula Barbosa, Taracón e Placa Luminosa
- "Verde": Leila Pinheiro
- "Escrito Nas Estrelas": Tetê Espíndola
- "Caribe, Calibre, Amor": Jorge Portugal, Roberto Mendes e Edinho Santa Cruz
- "Novos Rumos": Cida Moreira
- "Os Metaleiros Também Amam": Língua de Trapo
- "O Dono Da Terra": Os Abelhudos
- "Condor": Oswaldo Montenegro
- "Elis, Elis": Emílio Santiago
- "Tempo Certo" (Casinha da Roça)
- "Vamp Neguinha" (Grupos Zipertensão e Panapaná)
- "A Última Voz Do Brasil": Joelho de Porco

### Vencedores
1º lugar
- "Escrito Nas Estrelas" (Tetê Espíndola)

2º lugar
- "Mira Ira (Nação Mel)" (Lula Barbosa, Tarancón e Placa Luminosa)

3º lugar
- "Verde" (Leila Pinheiro)

### Premiações
Melhor letra
- "A Última Voz Do Brasil" de Próspero Albanese, Armando Ferrante, Tico Terpins e Zé Rodrix (Joelho de Porco)

Melhor arranjo
- "Mira Ira (Nação Mel)" (Lula Barbosa, Taracón e Placa Luminosa)

Melhor intérprete
- Emílio Santiago

Revelação
- Leila Pinheiro

## Júri do festival
- Rita Lee, cantora e compositora
- Paulo Moura, músico
- Tárik de Souza, crítico musical
- Marcelo Tas, repórter
- Malu Mader, atriz
- Arthur Moreira Lima, músico
- Sérgio Cabral, jornalista
- Ricardo Amaral, empresário

## Produtos relacionados
Pouco após o término do festival foi lançado o LP As 12 Músicas Classificadas do Festival dos Festivais pela gravadora Som Livre com as músicas finalistas acrescidas da música instrumental Fest Wave, tema do evento composta por César Camargo Mariano e Dino Vicente.

### Lista de Faixas
- Créditos adaptados do encarte do álbum As 12 Músicas Classificadas do Festival dos Festivais, de 1985.[15][16]

| N.º | Título                      | Compositor(es)                                                   | Interpretes                                       | Duração |  |
| 1.  | "Mira Ira (Nação Mel)"      | Lula Barbosa, Vanderlei De Castro                                | Lula Barbosa e Mirian Mirah                       | 4:50    |  |
| 2.  | "Verde"                     | Eduardo Gudin, Costa Netto                                       | Leila Pinheiro                                    | 3:25    |  |
| 3.  | "Escrito Nas Estrelas"      | Arnaldo Black, Carlos Rennó                                      | Tetê Espíndola                                    | 4:02    |  |
| 4.  | "Caribe, Calibre: Amor"     | Jorge Portugal, Roberto Mendes                                   | Jorge Portugal, Roberto Mendes e Grupo Santa Cruz | 5:40    |  |
| 5.  | "Novos Rumos"               | Ana Ivo, Rossini Ferreira                                        | Cida Moreira                                      | 3:31    |  |
| 6.  | "Os Metaleiros Também Amam" | Ayrton, Carlos Melo                                              | Língua De Trapo                                   | 4:59    |  |
| 7.  | "O Dono Da Terra"           | Nair Candia, Renato Corrêa                                       | Os Abelhudos                                      | 4:12    |  |
| 8.  | "O Condor"                  | Oswaldo Montenegro                                               | Oswaldo Montenegro                                | 4:04    |  |
| 9.  | "Elis, Elis"                | Estevan Natolo Jr., Marcelo Simões                               | Emilio Santiago                                   | 4:13    |  |
| 10. | "Tempo Certo"               | Souza Netto, Ubiratan Sousa                                      | Ubiratan Sousa                                    | 3:19    |  |
| 11. | "Vamp Neguinha"             | Cid Campos                                                       | Grupo Zipertensão                                 | 3:30    |  |
| 12. | "A Última Voz Do Brasil"    | Armando Ferrante Jr., Próspero Albanese, Tico Terpins, Zé Rodrix | Joelho De Porco                                   | 4:09    |  |
| 13. | "Fest Wave"                 | César Camargo Mariano, Dino Vicente                              | César Camargo Mariano e Dino Vicente              | 2:12    |  |